# Vagues invisibles
Pour plus de détails, voir Fiche technique et Distribution.
Vagues invisibles (คำพิพากษาของมหาสมุทร, Invisible Waves) est un film thaïlandais et néerlandais, réalisé par Pen-ek Ratanaruang, sorti en 2006.

## Synopsis
Kyoji est un Japonais qui travaille en cuisine dans un restaurant à Macao. Il entretient une liaison avec Seiko, la femme de son patron thaïlandais, Wiwat. À la demande de celui-ci, il assassine Seiko et doit fuir en bateau pour la Thaïlande. S'ensuit une étrange croisière en bateau où il fait la rencontre de Noi, une jeune femme seule avec un bébé. À bord se trouve également Lézard, un homme chargé de le suivre par Wiwat. Arrivé à Phuket, il est attaqué et se retrouve sans argent. Son chemin va croiser celui de Lézard, pas vraiment par hasard.

## Fiche technique
- Titre : Vagues invisibles
- Titre international : Invisible waves
- Titre original : คำพิพากษาของมหาสมุทร[2]
- Réalisation : Pen-ek Ratanaruang (Thai: เป็นเอก รัตนเรือง)
- Image : Christopher Doyle
- Scénario : Prabda Yoon
- Montage : Patamanadda Yukol
- Musique : Hualampong Riddim
- Production : Mingmongkol Sonakul
- Société de production : Fortissimo Films
- Pays d'origine :  Thaïlande,  Pays-Bas
- Format : Couleur
- Durée : 115 minutes
- Date de sortie en France : 12 juillet 2006[3]

## Distribution
- Tadanobu Asano : Kyoji[4]
- Kang Hye-Jeong : Noi
- Eric Tsang : le bonze
- Maria Cordero : Maria
- Toon Hiranyasap (ทูน หิรัญทรัพย์) : Wiwat
- Ken Mitsuishi : Lézard

## Distinctions
- en compétition au 56e Festival de Berlin 2006, premier film thaï accepté en sélection officielle depuis 45 ans (en 1961 était projeté au festival de Berlin Soie Noire (Black Silk / แพรดำ) de Rattana Pestonji)[5].

## Tournage
Vagues invisibles est un film panasiatique tourné à Hong Kong, Macao et à Phuket après le tsunami du 26 décembre 2004.